# Rhododendron groenlandicum
Rhododendron groenlandicum — вид чагарникових рослин родини вересові (Ericaceae), поширений на півночі Північної Америки.

## Опис
Кущ 0.2–1.5 м; кореневищний. Стебла прямі і / або розпростерті; кора гладка, іноді відлущується або крається з віком; гілочки одноклітинно-волосаті й із залозистими лусочками, лусочки часто вкриті густими, залозистими, нерозгалуженими, багатоклітинними волосками. Листя стійке, (запашне при подрібненні): черешок з лусочками й іноді залозистими багатоклітинними волосками; листові пластини яйцювато-ланцетні, іноді вузько еліптичні до лінійних, 2–5 × 1.5–2.5 см, шкірясті, поля цілі й голі, верхівка гостра, нижня поверхня з від розріджених до щільних лусочками, лусочки часто вкриті густими волосками; верхня поверхня з розкиданими лусочками, а іноді й волосками.
Суцвіття злегка округлі, 10–35-квіткові; приквітки густо лускаті, іноді з довгими волосками знизу. Квітоніжки 12–25 мм з лусочками, іноді багатоклітинними залозистими волосинками. Квітки радіально симетричні, відкриваються після листя (з квітучих пагонів), прямі, не ароматичні; чашолистки ≈1–1.5 мм, зовнішня поверхня від щільно до рідко волохата; віночок від білого до вершкового, без плям, 2–8 мм, внутрішня поверхня щільно волохата, пелюстки яскраво виражені або лише злегка зчепляються в основі, 5–7 мм; тичинок (5)8(10), 3.8–9.5(11) мм. Коробочки 3–5.5 × 4–6 мм, з розрідженими лусками іноді також волохаті. Насіння дещо витягнуте за вузькими кінцями. 2n=26(2x).

## Поширення
Північна Америка: Ґренландія, Канада, пн. США. Натуралізований у Великій Британії та Німеччині.
Населяє болотистий ґрунт, ялинові ліси, болота, краї потоків, підніжжя схилів, тундру; 0–2000 м.

## Використання
Вічнозелені листи використовуються для виготовлення трав'яного чаю, який використовують у травництві.

## Галерея

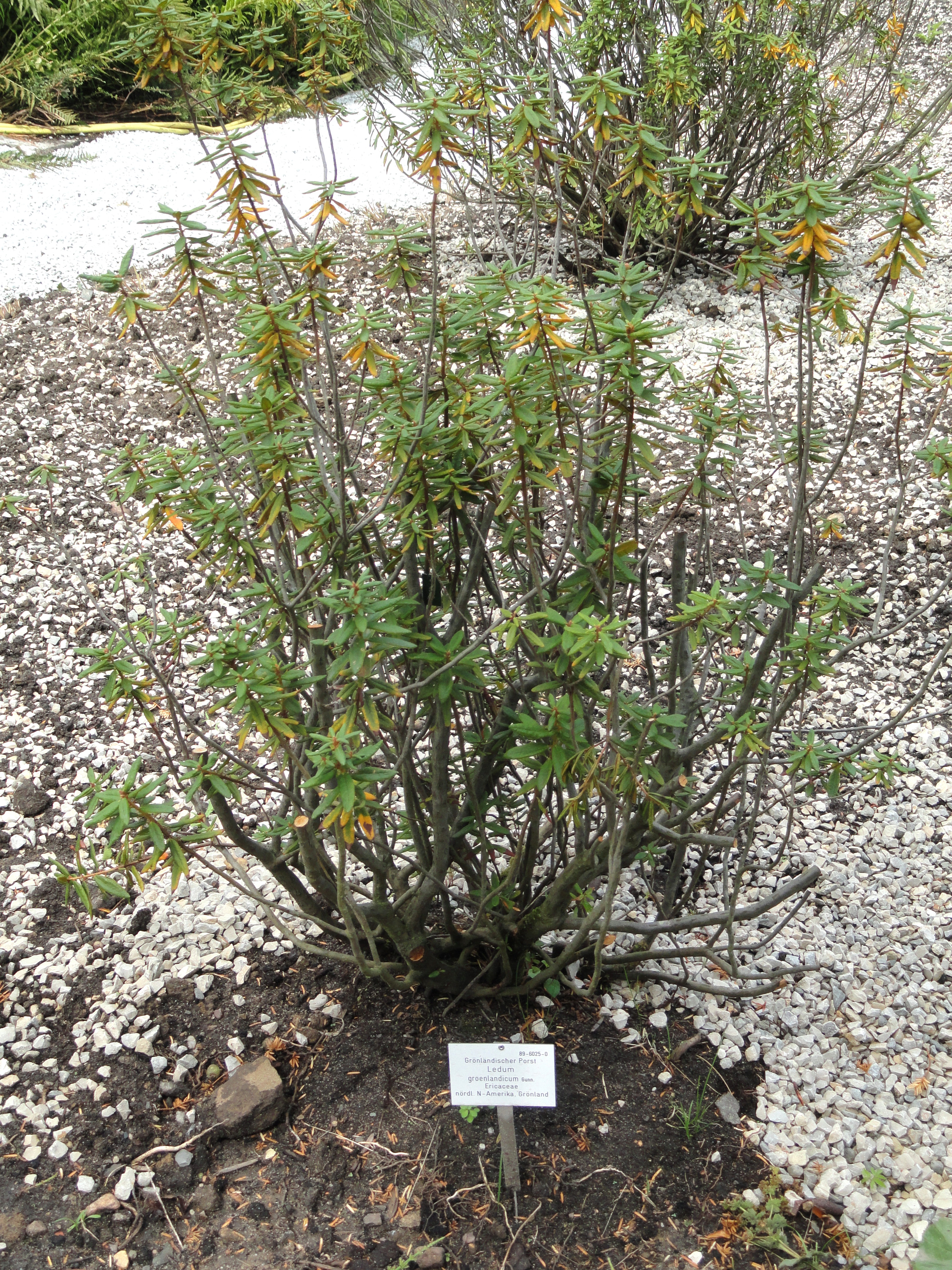
рослина
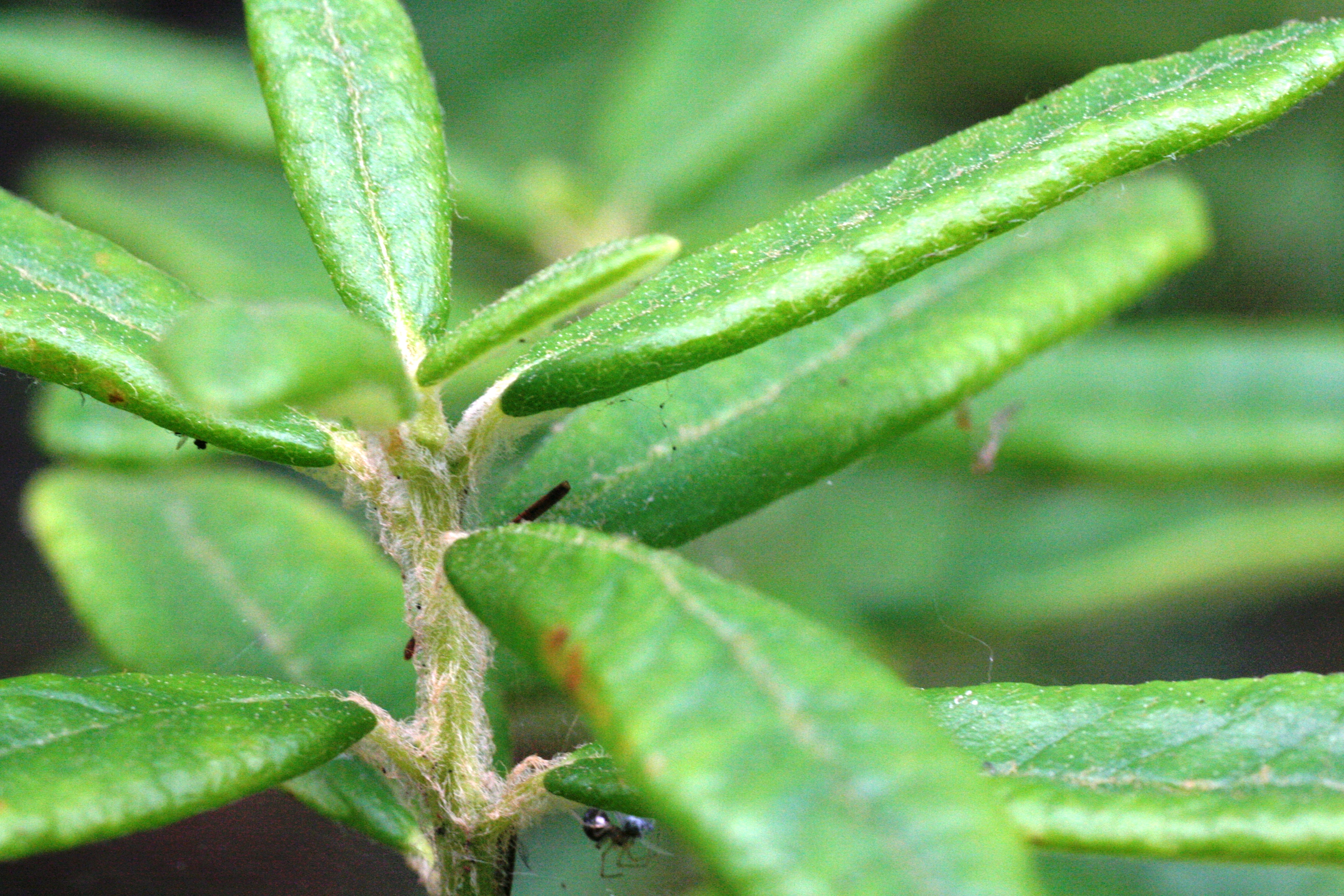
листя
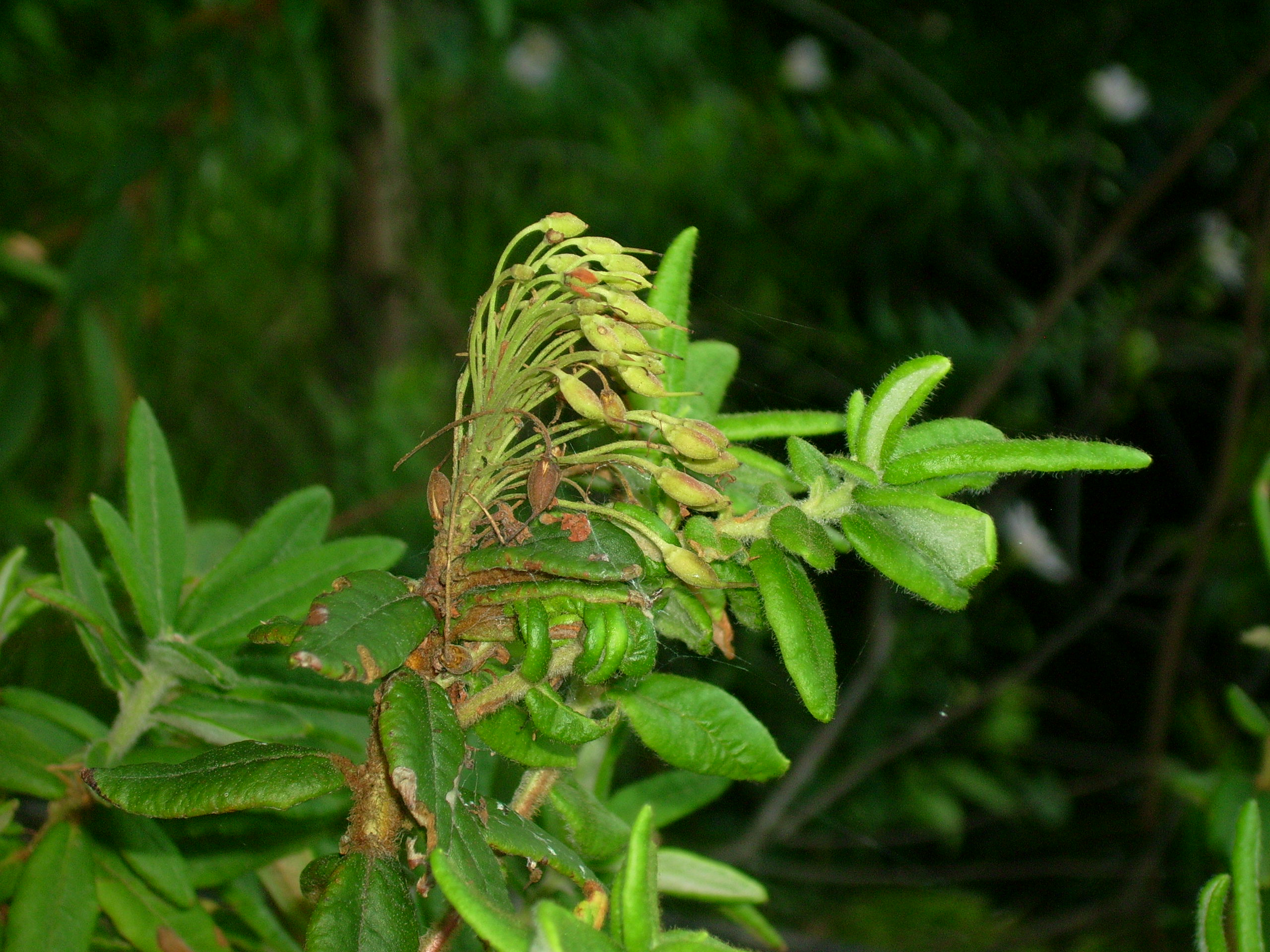
плоди
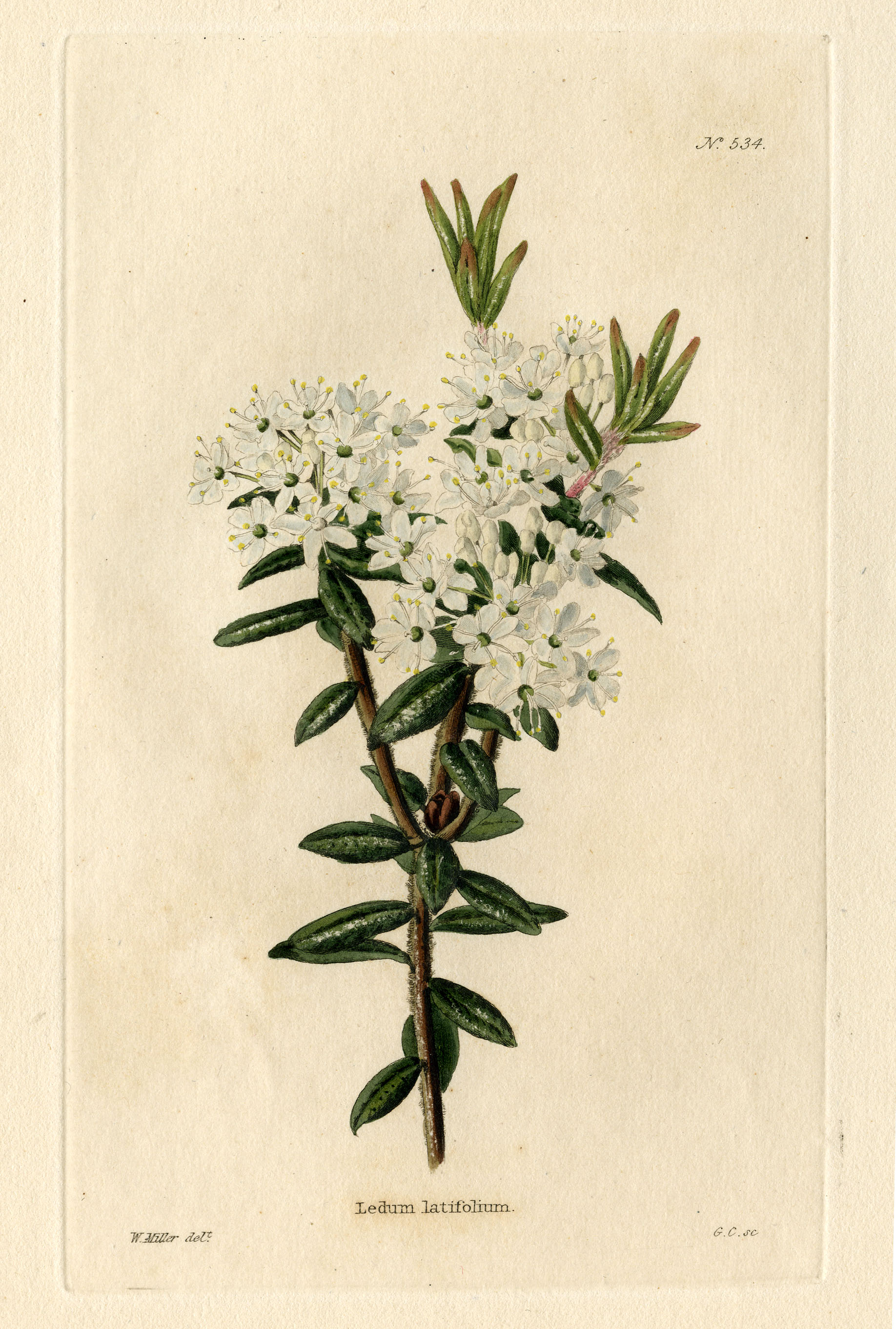
ілюстрація